# Jan Smuts
El Mariscal de campo Jan Christiaan Smuts (24 de mayo de 1870-11 de septiembre de 1950), condecorado con la Orden del Mérito y la Compañía de Honor, distinguido como Consejero del Rey, y miembro de la Sociedad Real, fue un prominente estadista de la Unión Sudafricana, del Imperio británico y de la Mancomunidad Británica de Naciones, líder militar, naturalista y filósofo.
Además fue varias veces ministro, fue primer ministro de la Unión Sudafricana desde 1919 hasta 1924 y desde 1939 hasta 1948. Sirvió como mariscal de campo británico en la Primera Guerra Mundial y en la Segunda Guerra Mundial.
Como primer ministro, se opuso a la mayoría de los afrikáneres que querían que continuara y se extendiera el apartheid de facto de los años de entreguerras. Después de la Segunda Guerra Mundial, estableció y apoyó la labor de la Comisión Fagan, que abogaba por el abandono de toda segregación en Sudáfrica. Sin embargo, Smuts perdió las elecciones generales de 1948 antes de que pudiera implementar las recomendaciones, y murió en 1950, al tiempo que el apartheid de jure se comenzaba a poner en ejecución.
Dirigió comandos en la Segunda Guerra Anglo-Bóer para Transvaal. Durante la Primera Guerra Mundial dirigió las fuerzas británicas contra Alemania, capturando la colonia de África del Sudoeste Alemana y dirigiendo el Ejército británico en África del Este. Entre 1917 y 1919, fue también uno de los cinco miembros del Gabinete de Guerra británico, ayudando a crear la Real Fuerza Aérea británica. Se convirtió en mariscal de campo en el Ejército británico en 1941, y prestó servicios en el Gabinete de Guerra Imperial bajo Winston Churchill. Fue la única persona que firmó ambos Tratados de Paz al término de la Primera y la Segunda Guerras Mundiales.
Uno de sus mayores logros en el campo internacional fue el establecimiento de la Sociedad de Naciones, cuyo exacto diseño e implementación fueron confiados a Smuts. Más tarde, impulsó la formación de una nueva organización internacional para la paz: las Naciones Unidas. Smuts redactó el preámbulo de la Carta de las Naciones Unidas y fue la única persona en firmar ambas cartas: de la Sociedad de Naciones y de las Naciones Unidas. Fue buscado para redefinir las relaciones entre Gran Bretaña y sus colonias, estableciendo la Comunidad Británica de Naciones (Commonwealth).

## Primeros años
Nació el 24 de mayo de 1870, en la granja familiar Bovenplaats, cerca de Malmesbury, en la Colonia del Cabo. Su familia eran agricultores prósperos, afrikáneres tradicionales, establecidos desde hacía mucho tiempo y muy respetados.
Jan era tranquilo y delicado como niño, fuertemente inclinado hacia ocupaciones solitarias. Durante su infancia, a menudo salía solo, explorando la campiña circundante; esto despertó una pasión por la naturaleza que mantuvo a través de su vida.
Como segundo hijo de la familia, la costumbre rural dictó que él se quedaría trabajando en la granja de sus padres. Una educación formal plena era típicamente acotada al primer hijo. Sin embargo, en 1882, cuando tenía doce años, su hermano mayor murió y Jan fue enviado a la escuela. Así pasó a ocupar el lugar de su hermano. Jan asistió a la escuela en las cercanías de Riebeek West. Hizo excelentes progresos a pesar de su comienzo tardío y alcanzó a sus contemporáneos en cuatro años. Se trasladó al Victoria College, Stellenbosch, en 1886, a la edad de dieciséis años.
En Stellenbosch aprendió holandés, alemán y griego antiguo y se sumergió en literatura, los clásicos, y los estudios de la Biblia. Su educación profundamente tradicional y de serias perspectivas lo condujo al aislamiento social entre sus pares. Sin embargo, hizo un progreso académico excepcional, graduándose en 1891 con dobles honores de Primera clase en Literatura y Ciencia. Durante sus años pasados en Stellenbosch, Smuts comenzó a aflojar un poco su timidez y reserva, y fue en esta época que conoció Isie Krige, con quien posteriormente se casaría.
En su graduación del Colegio Victoria, Smuts ganó la beca Ebden para estudios en el extranjero. Decidió viajar al Reino Unido para aprender leyes en el Christ's College, universidad de Cambridge. A Smuts le resultó difícil establecerse en Cambridge; se sintió nostálgico y aislado por su edad y educación diferente de los estudiantes universitarios ingleses. Las preocupaciones sobre el dinero también contribuyeron a su infelicidad, en la medida que su beca resultaba insuficiente para cubrir sus gastos de la universidad. Él confió estas preocupaciones a un amigo del Victoria College, el Profesor JI Marais. En respuesta, el profesor Marais adjuntó un cheque por una suma sustancial, como préstamo, instando a Smuts a que no vacilara en acudir a él si volvía a estar en apuros. Gracias a Marais, la situación financiera de Smuts fue segura. Gradualmente comenzó a entrar más en los aspectos sociales de la universidad, aunque mantuviera su decidida dedicación a los estudios.
Durante su tiempo en Cambridge, encontró tiempo para estudiar un número diverso de temas además de Leyes; escribió un libro 'Walt Whitman: un Estudio en la Evolución de Personalidad', aunque no fue publicado. Las pensamientos detrás de este libro pusieron los cimientos para la amplia filosofía posterior de Smuts del holismo.
Smuts se graduó en 1893 con un doble Primero. Durante los dos años anteriores había recibido numerosos premios académicos y distinciones, incluso el codiciado premio de George Long en Ley romana y Jurisprudencia. Uno de sus tutores, el Profesor Maitland, describió a Smuts como el estudiante más brillante que él había encontrado alguna vez. Lord Todd, Master del Christ's College dijo en 1970 que "en 500 años de historia del Colegio, de todos sus miembros, del pasado y el presente, tres había sido realmente excepcionales: John Milton, Charles Darwin y Jan Smuts".
En 1894, Smuts aprobó los exámenes para el Inns of Court (Colegiación de Abogado), entrando al Middle Temple (uno de los cuatro colegios de abogados). Su viejo colegio, el Christ's College, le ofreció una beca en Leyes. Sin embargo, Smuts le volvió la espalda a un futuro legal potencialmente distinguido. Hacia el junio de 1895, había vuelto a la Colonia del Cabo, determinado a labrar su futuro allí.

## Subiendo la escalera
Smuts comenzó a practicar leyes en Ciudad del Cabo, pero su naturaleza áspera le hizo de pocos amigos. Encontrando un poco de éxito financiero en las leyes, comenzó a dedicar cada vez más de su tiempo a la política y el periodismo, escribiendo para el Cape Times. Smuts estaba intrigado por la perspectiva de una Sudáfrica unida y se afilió a Afrikaner Bond. Por fortuna, el padre de Smuts conocía al líder del grupo, Jan Hofmeyr; Hofmeyr recomendó a Jan a Cecil Rhodes, que poseía la compañía minera De Beers. En 1895, Rhodes contrató a Smuts como su asesor jurídico personal, un papel que encontró al joven muy criticado por la hostil prensa africaans. No obstante, Smuts confió en Rhodes tácitamente.
Cuando Rhodes lanzó la Incursión de Jameson en el verano de 1895-6, Smuts se sintió ultrajado. Engañado por su patrón, amigo, y aliado político, dimitió de De Beers y desapareció de la vida pública. No viendo ningún futuro para él en Ciudad del Cabo, decidió mudarse a Johannesburgo en agosto de 1896. Sin embargo, se sintió repugnado por lo que aparentaba ser un campo de minería empapado por trampas, y su nueva práctica de las leyes podría atraer pocos negocios en tal ambiente. Smuts buscó refugio en la capital de la República de Sudáfrica, Pretoria.
Hasta 1896, la política en la cabeza de Smuts giraba. Fue pasando de ser el partidario más ardiente de Rhodes a ser el opositor más ferviente de la expansión británica. Durante finales de 1896 y 1897, Smuts recorrió Sudáfrica, condenando furiosamente al Reino Unido, a Rhodes y a cualquier persona que se opusiera al autocrático presidente del Transvaal, Paul Kruger.
Kruger tuvo oposición de muchos elementos liberales en Sudáfrica, y, cuando, en junio de 1898, Kruger despidió al Presidente del Tribunal Supremo del Transvaal, su rival político a largo plazo John Gilbert Kotzé, la mayor parte de los abogados estuvieron furiosos. Reconociendo la oportunidad, Smuts escribió una tesis legal en apoyo de Kruger, quién recompensó a Smuts con el cargo de Fiscal del Estado. En este cargo, se lanzó contra la clase dirigente, echando a aquellos que reputó como conservadores, pasados de moda, o corruptos. Sus esfuerzos para rejuvenecer la república polarizaron a los afrikáneres.
Después de la Incursión de Jameson, las relaciones entre los británicos y los afrikáneres se habían deteriorado constantemente. Hacia 1898, la guerra pareció inminente. El presidente del Estado Libre de Orange Martinus Steyn convocó a una conferencia de paz en Bloemfontein para resolver los agravios de cada lado. Con un conocimiento íntimo de los británicos, Smuts tomó el control de la delegación del Transvaal. Lord Alfred Milner, líder de la delegación británica, se ofendió por su dominio, y el conflicto entre los dos condujo al colapso de la conferencia, enviando a Sudáfrica a la guerra.

## La guerra bóer
El 11 de octubre de 1899, las repúblicas bóeres invadieron las colonias sudafricanas británicas, provocando la Segunda Guerra Anglo-Bóer. En las primeras etapas del conflicto, Smuts sirvió como los ojos y oídos de Kruger, manejando la propaganda, la logística, la comunicación con generales y diplomáticos, y todo otra cuestión que le fuera requerida. Cuando la guerra se tornó contra los afrikáneres, Smuts organizó la acertada retirada de Pretoria. Los británicos ofrecieron a los afrikáneres la rama de olivo de la paz, pero Smuts rechazó negociar mientras había todavía la esperanza. Reestructuró los ejércitos sobrevivientes de afrikáneres en cuerpos de guerrilla o 'comandos'.
En la segunda fase de la guerra, Smuts prestó servicio bajo Koos de la Rey, que tenía bajo su mando a 500 comandos en el Transvaal occidental. Smuts descolló en este tipo de guerra de golpear y retirarse y la unidad evadió y acosó a un ejército británico cuarenta veces su tamaño. El presidente Paul Kruger y su delegación en Europa pensaron que había buenas esperanzas para su causa en la Colonia de Cabo. Decidieron enviar allí al general de la Rey para asumiera el comando supremo, pero entonces decidieron actuar más cautelosamente cuando se dieron cuenta de que el general de la Rey apenas podía desplegarse en el Transvaal occidental.
Por consiguiente, Smuts se marchó con una pequeña fuerza de 300 hombres mientras otros 100 hombres lo siguieron. Para este punto de la guerra, la política de la tierra arrasada británica había dejado poco de pasto. El centenar de caballería que se unido a Smuts estaban por lo tanto demasiado débil para seguir y entonces Smuts tuvo que abandonar a estos hombres con el general Kitzinger. Con pocas excepciones, Smuts reunió a todos los comandos en la Colonia del Cabo y encontró entre 1400-1500 hombres bajo armas, y no los 3000 hombres que le habían sido informados. A la hora de la Conferencia de paz en mayo de 1902 había 3300 hombres operando en la Colonia de Cabo. Decidió que aunque la gente fuera entusiasta de una rebelión general había una gran escasez de caballos (los bóeres eran una fuerza completamente montada) que habían sido tomados por los británicos. Había una escasez de hierba y trigo, lo que significaba que estaba obligado a rechazar a nueve de cada diez de aquellos que quisieron unírseles. Las fuerzas bóeres atacaban por sorpresa las líneas de abastecimiento y granjas, extendían la propaganda afrikáner e intimidaban a aquellos que quisieran oponérseles, pero nunca tuvieron éxito en ocasionar una rebelión contra el gobierno. Estas incursiones probaron ser una de las aventuras militares más influyentes del siglo XX y tuvieron una influencia directa en la creación de los comandos británicos y todas las otras fuerzas especiales que siguieron. Con este desarrollo práctico vino el desarrollo de las doctrinas militares de incursiones de penetración profundas, guerra asimétrica y, más recientemente, los elementos de la guerra de cuarta generación.

## El Transvaal británico
A pesar de todas las proezas de Smuts como general y negociador, nada podría enmascarar el hecho que los afrikáneres habían sido derrotados y humillados. Lord Milner tenía el control pleno de todos los asuntos sudafricanos y estableció una élite anglófona conocida como el Jardín de infantes de Milner. Como afrikáner que era, Smuts fue excluido. Derrotado pero no desalentado, en enero de 1905 decidió unirse con los otros antiguos generales del Transvaal para formar un partido político, Het Volk (el Partido de la Gente), para luchar por la causa afrikáner. Louis Botha fue elegido líder y Smuts su lugarteniente.
Cuando su mandato expiró, Milner fue sustituido como Alto Comisionado por Lord Selborne, más conciliatorio. Smuts vio una oportunidad y la puso en relevancia, impulsando Botha a persuadir a los Liberales a apoyar la causa del Het Volk. Cuando el Gobierno conservador bajo Arthur Balfour sufrió un colapso en diciembre de 1905, la decisión se demostró acertada. Smuts acompañó a Botha a Londres, y procuraron negociar la autonomía plena para el Transvaal dentro de una Sudáfrica Británica. Utilizando el espinoso asunto de los trabajadores asiáticos "coolies", los sudafricanos convencieron al primer ministro Sir Henry Campbell-Bannerman y con él al Gabinete y al Parlamento.
Durante todo 1906, Smuts trabajó en la nueva constitución para el Transvaal, y, en diciembre de 1906, fueron celebradas las elecciones para el parlamento del Transvaal. A pesar de ser tímido y reservado, a diferencia del exhibicionista Botha, Smuts ganó una cómoda victoria en el distrito electoral Wonderboom, cerca de Pretoria. Su victoria fue una de muchas, con le Het Volk ganando arrolladoramente y Botha formando su gobierno. Para recompensar su lealtad y esfuerzos, le dio a Smuts dos posiciones claves en el gabinete: Secretario de Educación y Secretario Colonial.
Smuts resultó ser un líder eficaz, aunque impopular. Como Secretario de Educación, tuvo luchas con la Iglesia reformada neerlandesa, de la cual él había sido una vez un miembro dedicado, que exigía enseñanzas calvinistas en las escuelas. Como Secretario Colonial, se vio obligado a confrontar con los trabajadores asiáticos, la misma gente cuya grave situación él había explotado en Londres, conducidos por Mohandas Karamchand Gandhi. A pesar de la impopularidad de Smuts, la economía de Sudáfrica siguió en auge y prosperando, cimentando el lugar de Smuts como la estrella más brillante de los Afrikáneres.
Durante los años de autonomía del Transvaal, nadie podría evitar el predominante debate político del día: la unificación sudafricana. Después de la victoria británica en la guerra, era una inevitable pero permanecía indeciso hasta que los sudafricanos decidieran que clase de país formarían y como estaría conformado. Smuts favorecía un estado unitario, con el poder centralizado en Pretoria, con el inglés como el único idioma oficial y con un electorado global (incluso mujeres, muchos de los asiáticos y hasta africanos negros). Para grabar sobre sus compatriotas su visión, llamó a una convención constitucional en Durban en octubre de 1908.
Allí, Smuts se enfrentó con una dura delegación de Orange que rechazó cada una de las demandas de Smuts. Smuts había predicho con éxito esta oposición y sus objetivos, y había adaptado sus propias ambiciones apropiadamente. Admitió un compromiso en la cuestión de la capital, del idioma oficial y del sufragio, pero rehusó transigir en la estructura fundamental del Gobierno. Cuando la convención se extendió al otoño, los líderes de Orange comenzaron a ver que era necesario un compromiso final para asegurar las concesiones que Smuts ya había hecho. Estuvieron de acuerdo con la constitución sudafricana preliminar de Smuts, que fue debidamente ratificada por las colonias sudafricanas. Smuts y Botha llevaron la constitución a Londres, donde fue aprobada por el Parlamento y el rey Eduardo VII promulgó la ley en diciembre de 1909. El sueño de Smuts había sido realizado.

## Los viejos Bóeres

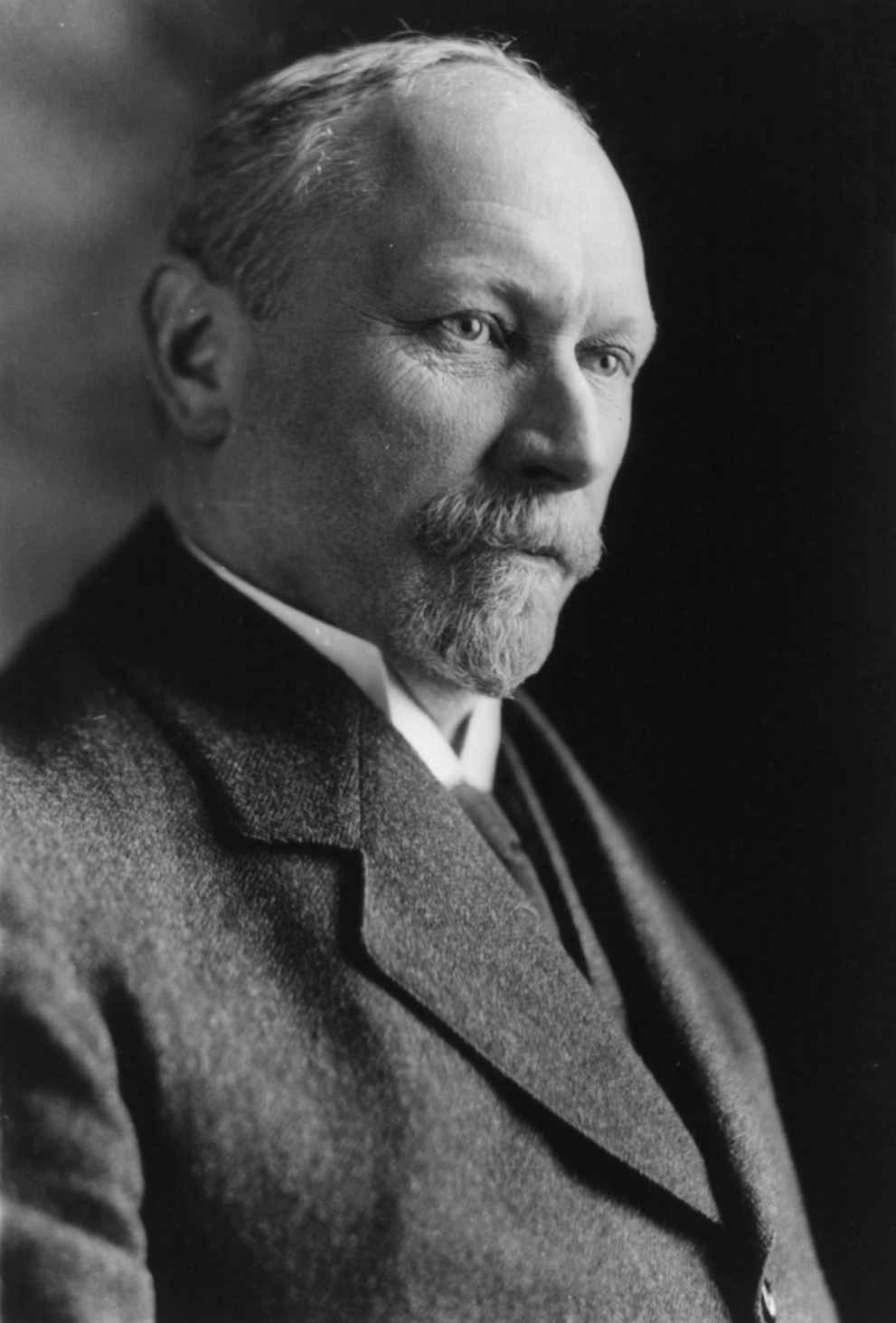
Jan Smuts circa 1919.

La Unión de Sudáfrica nació, y los afrikáneres tuvieron la llave al poder político, ya que ellos formaron la parte más grande del electorado. Aunque Botha fue designado primer ministro del nuevo país, a Smuts se le dieron tres ministerios claves: Interior, Minería y Defensa. Sin duda, Smuts era el segundo hombre más poderoso en Sudáfrica. Para solidificar su dominio de la política sudafricana, los afrikáneres se unieron para formar el Partido Sudafricano (un nuevo partido pan-sudafricano afrikáner).
La armonía y la cooperación pronto se terminaron. Smuts fue criticado por sus extensos poderes, los que fueron reorganizados, perdiendo posiciones como responsable de la Defensa y las Minas, pero ganando el control de la Tesorería. Esto era todavía demasiado para los opositores de Smuts, que desacreditaron su posesión tanto de Defensa como de Finanzas: dos departamentos que por lo general estuvieron disputados. En la conferencia del Partido sudafricano de 1913, los Viejos Bóeres de Barry Hertzog, Marthinus Steyn y Christian De Wet pidieron a Botha y Smuts que renunciaran. Los dos sobrevivieron por poco al voto de la conferencia y el problemático triunvirato, molesto, abandonó el partido para siempre.
Con el cisma en la política interna del partido apareció una nueva amenaza para las minas, que trajeron a Sudáfrica su riqueza. Una disputa de unos mineros a pequeña escala explotó en una auténtica huelga, estallando un amotinamiento en Johannesburgo después de que Smuts interviniera severamente. Después de que la policía mató a tiros a veintiún huelguistas, Smuts y Botha se dirigieron solos a Johannesburgo para resolver personalmente la situación. Lo hicieron, enfrentando amenazas a sus propias vidas y negociando con éxito un alto el fuego.
El cese del fuego no se mantuvo, en 1914 una huelga de ferrocarril se convirtió en una huelga general y las amenazas de una revolución hicieron que Smuts declarara la ley marcial. Smuts actuó despiadadamente, deportando a líderes sindicales sin proceso y usando al Parlamento para absolverlo retroactivamente a él y al gobierno de cualquier culpa. Esto era demasiado para los Viejos Bóeres, que fundaron su propio partido, el Partido Nacional, para luchar contra la todopoderosa sociedad de Botha-Smuts. Los Viejos Bóeres impulsaron a los opositores de Smuts a armarse, y la guerra civil pareció inevitable antes del final de 1914. En octubre de 1914, cuando el Gobierno fue enfrentado con la rebelión abierta por el teniente coronel Manie Maritz y otros en la Rebelión de Maritz, las fuerzas del Gobierno bajo las órdenes de Botha y Smuts fueron capaces de aplastar la rebelión con la seria amenaza de encenderse una Tercera guerra bóer.

## Soldado, estadista y académico

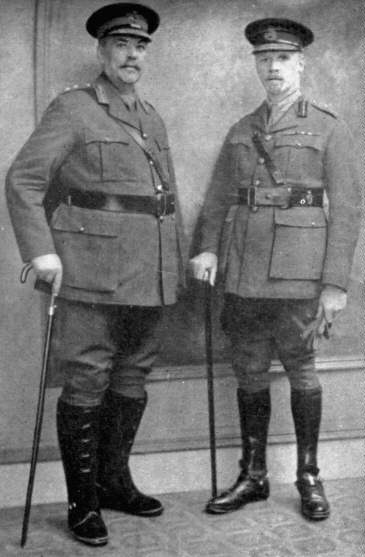
Durante la Primera Guerra Mundial, Smuts (derecha) y Botha fueron miembros claves del Ejército británico.

Durante la Primera Guerra Mundial, Smuts formó la Fuerza de Defensa sudafricana. Su primera tarea fue suprimir la Rebelión Maritz, que fue llevada a cabo hacia noviembre de 1914. Después él y Louis Botha condujeron el ejército sudafricano en el África del Sudoeste Alemana y triunfaron (ver la Campaña de África del Sudoeste para más detalles). En 1916 el general Smuts fue puesto a cargo la conquista del África Oriental Alemana. Esta vez la campaña no fue bien, pues las tropas alemanas del general Paul von Lettow-Vorbeck nunca fueron destruidas a pesar de un gran inferioridad numérica y material. Con todo, a principios de 1917 Smuts fue invitado a unirse al Gabinete de Guerra Imperial por David Lloyd George, entonces dejó el área y fue a Londres. En 1918, Smuts ayudó a crear una Real Fuerza Aérea británica, independiente del ejército.
Smuts y Botha fueron negociadores claves en la Conferencia de Paz de París. Ambos estuvieron a favor de la reconciliación con Alemania y de limitar las reparaciones. Smuts abogó por una Sociedad de Naciones poderosa, que no pudo materializarse. El Tratado de Versailles dio a Sudáfrica un mandato sobre Namibia, que fue ocupada desde 1919 hasta el repliegue en 1990.
Smuts retornó a la política sudafricana después de la conferencia. Cuando Botha murió en 1919, Smuts fue elegido primer ministro, gobernando hasta la impactante derrota en 1924 a manos del Partido Nacional.
Mientras en lo académico, Smuts promovió el concepto de holismo, definido en su libro de 1926, Holismo y Evolución, como "la tendencia en la naturaleza para formar todos que son mayores a la suma de las partes por la evolución creativa". Un biógrafo une su visión política de gran alcance con su filosofía técnica: [Crafford, p. 140]
- Tenía muchísimo en común con su filosofía de vida como posteriormente fue desarrollado y encarnado en su Holismo y Evolución. Las pequeñas unidades deben necesariamente desarrollarse en todos más grande, y ellos a su turno deben otra vez convertirse en estructuras más grandes y otra vez más grandes sin cesar. El progreso está a lo largo de aquel camino. Así la unificación de las cuatro provincias en la Unión de Sudáfrica, la idea de la Commonwealth de Naciones, y, finalmente, el gran todo resultante de la combinación de los pueblos de la tierra en una gran Sociedad de Naciones no era más que una progresión lógica consecuente con sus principios filosóficos (Jan Smuts - Memoirs of the Boer War (1994) Introduction p. 19).

Después de que [Einstein] estudiara "Holismo y Evolución" a poco de su publicación, escribió que dos construcciones mentales dirigirán el pensamiento humano en el siguiente milenio, su propia construcción de la relatividad y el holismo de Smuts. Einstein también dijo de Smuts que él era "uno de sólo once hombres en el mundo" que conceptualmente entendieron su Teoría de la relatividad.
Como botánico, Smuts coleccionó extensamente plantas de África del Sur. Realizó varias expediciones botánicas en los años 1920 y en los años 1930 con John Hutchinson, antiguo Botánico responsable de la sección africana del Herbarium de los Jardines Botánicos Reales y taxónomo de nota.

## Segunda Guerra Mundial
Después de nueve años en la oposición y la academia, Smuts retornó como Vice primer ministro (Deputy Prime Minister) en una 'gran coalición' bajo el gobierno de Barry Hertzog. Cuando Hertzog abogó por la neutralidad hacia la Alemania Nazi en 1939, fue depuesto por el comité central de partido y Smuts fue nombrado primer ministro por segunda vez. Smuts había prestado servicio con Winston Churchill en la Primera Guerra Mundial y había desarrollado una relación personal y profesional. Smuts fue invitado al Gabinete de Guerra Imperial en 1939 como el sudafricano más importante a favor de la guerra. El 28 de mayo de 1941, Smuts fue designado Mariscal de Campo del Ejército británico, siendo el primer sudafricano en alcanzar aquel rango.
La importancia de Smuts al esfuerzo de guerra Imperial estuvo enfatizada por un plan completamente audaz, propuesto tan temprano como 1940, de designar a Smuts como primer ministro del Reino Unido de morir Churchill o quedar incapacitado durante la guerra. Esta idea fue propuesta por Sir John Colville, secretario privado de Churchill, a la Reina María y luego a Jorge VI, dos de aquellos que recibieron cálidamente la idea. Como Churchill vivió durante otros veinticinco años, el plan nunca fue puesto en práctica y su constitucionalidad nunca fue probada. Esta proximidad a la clase dirigente británica, al Rey y a Churchill hizo a Smuts muy impopular entre Los afrikáneres, conduciéndolo finalmente a su caída.
En mayo de 1945, representó a Sudáfrica en San Francisco en la redacción de la Carta de las Naciones Unidas. Como en 1919 Smuts impulsó a los delegados a crear un cuerpo internacional poderoso para conservar la paz; estaba determinado a que, a diferencia de la Sociedad de Naciones, las Naciones Unidas tuvieran poder. Smuts firmó los Tratados de Paz de París, acordando la paz en Europa, convirtiéndose así en el único signatario tanto del Tratado que terminara con la Primera Guerra Mundial, como de aquel con el que finalizó la Segunda.

## Después de la guerra
Sus desvelos por la guerra tuvieron severas repercusiones políticas en Sudáfrica. El apoyo de Smuts a la guerra y su apoyo a la Comisión Fagan lo tornaron impopular entre los afrikáneres y la postura pro-apartheid de Daniel François Malan hizo que el Partido Nacional ganara las elecciones generales de 1948. Aunque ampliamente pronosticada, es un crédito a la perspicacia política de Smuts que fuera derrotado solo por un estrecho margen (y de hecho, ganó en el voto popular). Smuts se retiró de la política y siguieron cuatro décadas de apartheid.
Falleció el 11 de septiembre de 1950 en su granja familiar de Doornkloof, Irene, cerca de Pretoria, Sudáfrica a la edad de 80 años y sus cenizas fueron dispersadas en Smuts Koppie cerca de la granja.

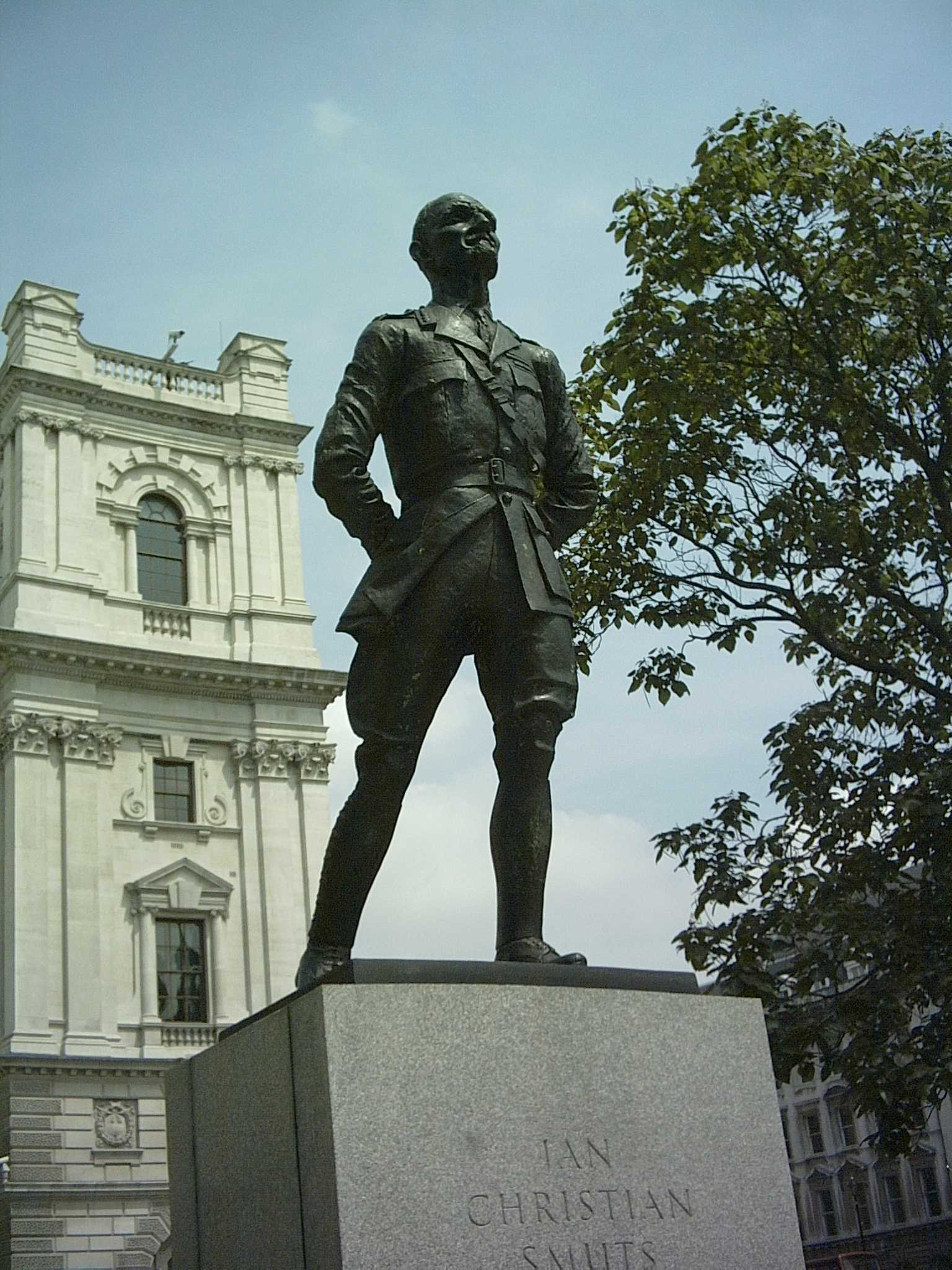
Estatua en la plaza del Parlamento, Londres, hecha por Jacob Epstein.

## Miscelánea
En 1931, se convirtió en el primer presidente extranjero de la Asociación británica para el Progreso de Ciencia. En aquel año, también fue el segundo extranjero elegido para ser Lord Rector de Universidad de St. Andrews (después de Fridtjof Nansen).
En 1948, fue elegido Canciller de la Universidad de Cambridge, convirtiéndose en el primer extranjero en alcanzar aquella posición. Mantuvo el cargo hasta su muerte.
Se le recuerda también por acuñar los términos holismo y holístico: abstracciones naturalmente bastante unidas a sus preocupaciones políticas. Se le atribuye el uso, por primera vez, del término apartheid, en un discurso pronunciado en 1917.

### Eponimia
Smuts era un botánico aficionado, y varias plantas sudafricanas son nombradas en su honor:
- (Asteraceae) Pteronia smutsii Hutch.[2]
- (Campanulaceae) Cyphia smutsii E.Wimm.[3]
- (Crassulaceae) Crassula smutsii Schönland[4]

El aeropuerto internacional de Johannesburgo era conocido como 'Aeropuerto Jan Smuts' desde su construcción en 1952 hasta 1994. En 1994, fue renombrado a 'Aeropuerto Internacional de Johannesburgo' para quitar cualquier connotación política. En 2006, fue renombrado otra vez (reasumiendo connotación política), a 'Aeropuerto Internacional Oliver Reginald Tambo'. El Gobierno sudafricano tendría pendiente explicar aún la reversión de su anterior política, permitiendo ahora que instalaciones de infraestructura sean nombradas por figuras políticas, dando así pábulo a la percepción de que hay una política de erradicar la historia o la memoria de la población blanca sudafricana.
La primera residencia masculina en la Universidad de Ciudad del Cabo, Smuts Hall, es llamada así por él. La Residencia de Jan Smuts en la Universidad Rhodes también es nombrada en su honor.
The Libertines registraron una canción General Smuts titulados en referencia a él. Apareció en el lado B de su sencillo Time of Héroes (tiempo de héroes).
En el programa de televisión el Joven Indiana Jones, el protagonista en un período en la Primera Guerra Mundial en África Oriental encuentra a un grupo de magníficos soldados, uno de ellos es un General con más de un parecido y carácter (aunque no el nombre) de Smuts, en particular durante los combates con Letto von Griem en África Oriental.
En 1932, el kibutz Ramat-Yohanan en Israel fue nombrado por él. Smuts era un defensor de la creación de un estado judío, y se pronunció contra el antisemitismo creciente de los años 1930.
Smuts es retratado por el dramaturgo sudafricano Athol Fugard en la película Gandhi de 1982.
- La abreviatura «Smuts» se emplea para indicar a Jan Smuts como autoridad en la descripción y clasificación científica de los vegetales.[5]